# Nepaloptila
Nepaloptila is een geslacht van schietmotten uit de familie Glossosomatidae.

## Soorten
- N. coei DE Kimmins, 1964
- N. jisunted H Malicky & P Chantaramongkol, 1992
- N. kanikar H Malicky & P Chantaramongkol, 1992
- N. ruangjod H Malicky & P Chantaramongkol, 1992